# Real Audiencia von Guadalajara

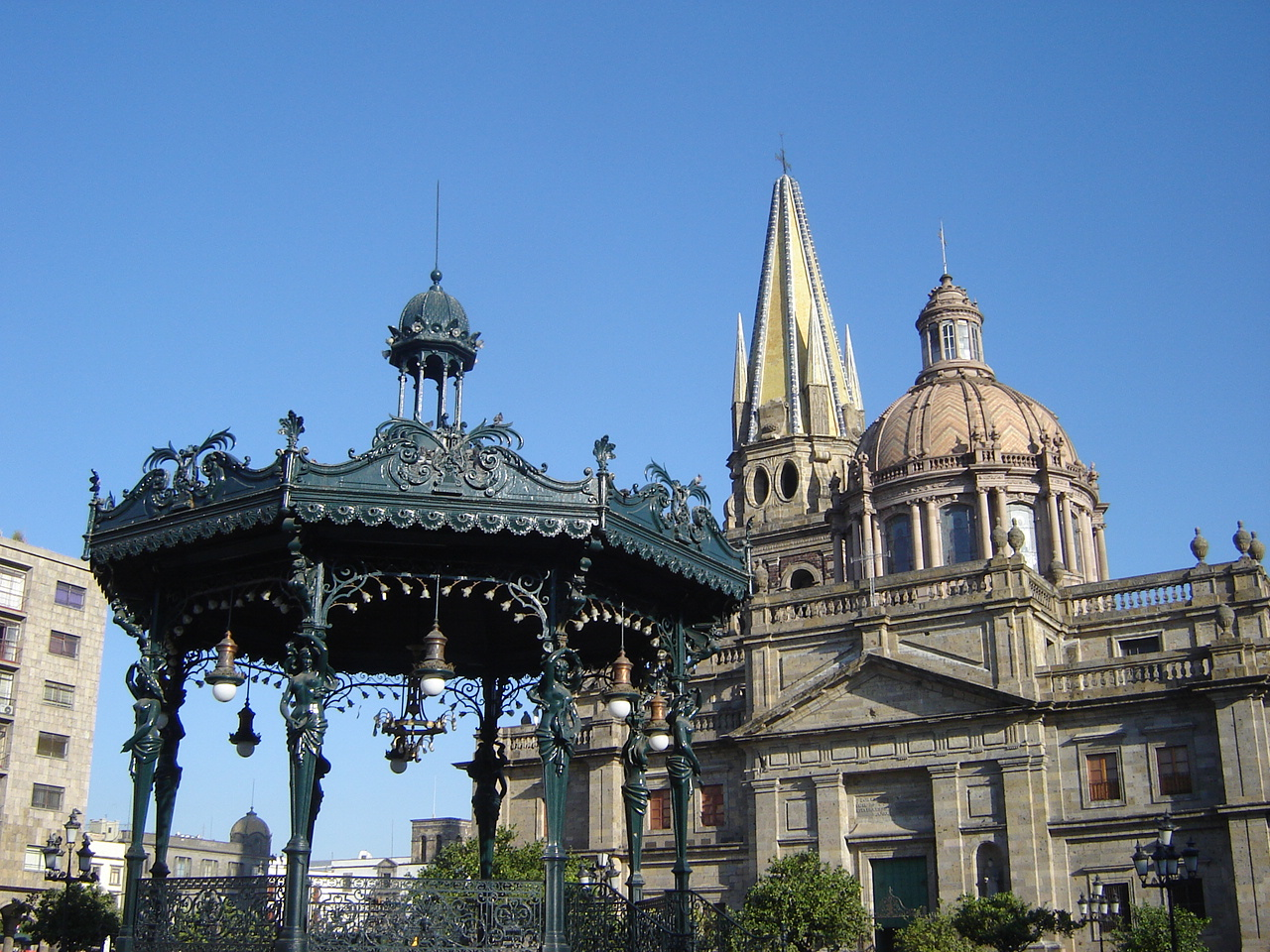
Die Real Audiencia von Guadalajara hatte ihren Sitz im Zentrum der Stadt

Die Real Audiencia von Guadalajara, auf Spanisch vollständig: Audiencia y Cancillería Real de Guadalajara (auch: de Nueva Galicia), war ein Gerichtshof in Guadalajara (Mexiko), eine Institution der Kolonialverwaltung und zugleich ein Gerichtsbezirk (Real Audiencia) der spanischen Krone. Sie bestand von 1548 bis 1821 im Rahmen des Vizekönigreichs Neuspanien.

## Die Rolle derReal Audienciasin den Kolonien
Nach der Eroberung von Mittel- und Südamerika (Conquista) durch die Spanier erließ König Karl V. die „Gesetze über Indien“ (spanisch: Leyes de Indias) sowie die „Neuen Gesetze“ (spanisch: Leyes Nuevas), in denen er die Verwaltung der überseeischen Kolonien im „Vizekönigreich Neu-Kastilien“ organisierte und regelte.
Für die Umsetzung der Gesetze und die Unterstützung der militärischen Gouverneure waren die Real Audiencias zuständig. Sie erfüllten damit Aufgaben in der Verwaltung und im Finanzwesen, die über die eines Gerichtshofes nach heutigem Verständnis weit hinausgingen, zumal eine Gewaltenteilung unbekannt war. Neben einem Vorsitzenden und normalerweise vier Richtern (spanisch: Oidores) gab es einen Staatsanwalt (spanisch: fiscal), aber auch nachgeordnete Exekutivkräfte wie einen Büttel (spanisch: alguacil mayor), Polizeikräfte, Übersetzer usw.

## Die Gründung 1548
Nach der Eroberung des heutigen Mexikos durch die Spanier unter Hernán Cortés wurde durch König Karl V. 1527 die Real Audiencia von Mexico befohlen. 1530 errichtete Spanien das Vizekönigreich Neuspanien, der erste Vizekönig Antonio de Mendoza erreichte 1535 Mexiko.
Die Eroberungen im Norden wurden als Nueva Galicia (deutsch: Neu-Galicien) geführt, angesichts der weiten Wege gründeten die Spanier hier 1548 eine weitere Audiencia, die vom Gouverneur von Neugalizien geleitet werden sollte. Der Gouverneur berichtete an den Vizekönig in Mexiko-Stadt. Erster Sitz war Compostela (Nayarit), 1560 folgte der Umzug nach Guadalajara (Mexiko).
Die Audiencia von Guadalajara war damit die letzte Audiencia, die während der ersten Welle der Conquista errichtet wurde. Bei ihrer Gründung bestanden bereits Audiencias in Santo Domingo (1511), Mexiko-Stadt (1527), Panamá (1538), Lima und Guatemala (1543).

## Zuständigkeitsgebiet
Die Audiencia von Guadalajara war für das heutige Nordmexiko sowie die spanischen Besitzungen in Kalifornien und New Mexico zuständig.

## Konkretisierung der Aufgaben 1680
Mit der Recopilación de Leyes de Indias fasste die spanische Krone 1680 die Einzelbestimmungen in der Neuen Welt, die über die Jahre erlassen worden waren, zu einem Gesetzestext zusammen. Für die Audiencia von Mexico wurde eine Zahl von vierOidores festgelegt.

## Reformen im 18. Jahrhundert
Die Bourbonen reformierten im 18. Jahrhundert das spanische Verwaltungssystem. Nach französischem Vorbild wurden die Kolonien in kleinere Verwaltungseinheiten unterteilt, sogenannte Intendencias. Neugalizien wurde in einen östlichen und einen westlichen Teil getrennt; Teile von Verwaltungs- und Justizaufgaben auf die Ebene der Intendencias delegiert.

## Auflösung
1821 schloss der Führer der Unabhängigkeitsbewegung Agustín de Iturbide mit dem letzten spanischen Vizekönig Juan O’Donojú den Vertrag von Córdoba, der die Unabhängigkeit Mexikos besiegelte. Damit gingen Verwaltung und Rechtspflege auf den mexikanischen Staat über.
Allerdings hatten die Spanier zu dieser Zeit nur noch die Herrschaft über die Städte Acapulco, Mexiko-Stadt und Veracruz. Die Audiencia von Guadalajara hatte bereits vorher im Unabhängigkeitskrieg ihre Handlungsfähigkeit eingebüßt.